# Blue Eyes
Blue Eyes è un brano composto ed interpretato da Elton John; il testo è di Gary Osborne.

## Il brano
Proveniente dall'album del 1982 Jump Up! (del quale costituisce la sesta traccia), si presenta come una canzone dall'arioso arrangiamento; il testo di Osborne significa letteralmente Occhi blu, mentre il videoclip è stato girato in prossimità della costa australiana.
Distribuita come singolo il 25 giugno 1982 (in Europa viene pubblicata prima di Empty Garden), Blue Eyes riportò Elton nei piani alti delle classifiche internazionali, raggiungendo una #8 inglese e una #5 canadese; negli Stati Uniti, dove venne pubblicato come secondo singolo dell'album, raggiunse una #12, si classificò al primo posto nella classifica adult contemporary dove rimase per due settimane (sesto singolo della rockstar a conseguire quest'obiettivo), e raggiunse una #10 nella classifica Cash Box, dove rimase per tre settimane. L'LP di provenienza, spinto dal brano, vende maggiormente rispetto al precedente The Fox. Il brano, inoltre, viene nominato per i Grammy Awards del 1983.
La canzone rimane decisamente uno dei successi più conosciuti di Elton John, certamente la più famosa (insieme alla #3 USA Little Jeannie) di un periodo non proprio florido per il pianista di Pinner, soprattutto da un punto di vista strettamente commerciale.

## Video musicale
Il video di Blue Eyes è stato girato in Australia, a Sydney sulla famosa passeggiata Bondi to Bronte walk.
La posizione esatta è nel punto più orientale del Marks Park, Tamarama, dove in basso c'è una torretta arenaria che poggia sulla cima delle scogliere e da qui si affaccia sul Mar di Tasmania. Il bianco pianoforte a coda è stato posizionato proprio al centro della torretta. La canzone e il video sono stati dedicati ad Elizabeth Taylor.

## Classifiche
| Classifica (1982)                  | Posizione più alta |
| ---------------------------------- | ------------------ |
| Official Singles Chart             | 8                  |
| Irlanda                            | 8                  |
| Italia                             | 10                 |
| Svizzera                           | 9                  |
| Canada                             | 5                  |
| U.S. Billboard Pop Singles         | 12                 |
| U.S. Hot Adult Contemporary Tracks | 1                  |